# Северинець Павло Костянтинович
Павло́ Костянти́нович Севери́нець (біл. Павал Канстанцінавіч Севярынец; 30 грудня 1976, м. Орша) — білоруський політик, публіцист, один з засновників та лідерів молодіжного опозиційного руху «Молодий фронт». Політичний в'язень. Автор декількох книжок про політику й історію Білорусі.

## Біографія
Павло Северинець народився у родині журналіста і вчительки. Після закінчення школи у 1994 р. поступив на навчання до географічного факультету Білоруського державного університету, який закінчив у 2000 році. У цей час також почав друкуватися у різних, головним чином, незалежних виданнях. У 1995 р. став членом Білоруського народного фронту, у лютому 1997 р. очолив її молодіжну фракцію, а у вересні був обраний головою «Молодого фронту». На чолі цієї молодіжної організації брав участь і очолював численні акції проти політики президента країни Олександра Лукашенко.
У 1999—2000 рр. Павла Северинця було обрано заступником голови Партії БНФ і в той самий час головою «Молодого фронту». Під час організації акцій протесту проти балотування Олександра Лукашенка на третій президентський термін у 2005 році був затриманий та засуджений до 3 років позбавлення волі. У 2006 р. Міжнародна амністія визнала Павла Северинця разом з Дмитром Дашкевичем в'язнями сумління. Після відбуття скороченого на рік терміну покарання на лісоповалі на півдні Білорусі був звільнений у 2007 р. і продовжив політичну діяльність. Є одним з організаторів відродження Білоруської християнської демократії.
Ввечері 19 грудня 2010 р. узяв участь у демонстрації протесту проти фальсифікації результатів президентських виборів. Під час розгону демонстрації уникнув затримання, однак був схоплений біля офісу Білоруської християнської демократії. 28 грудня у квартирі Павла у Вітебську білоруську КДБ здійснило перетрус, було конфісковано комп'ютер батька Павла Костянтина, а також касети та нотатки. 16 травня 2011 р. засуджений до обмеження волі, визнаний в'язнем сумління. Відбуває покарання в Куплінє недалеко від Пружан.
В грудні 2019 був ініціатором акції протесту проти поглиблення інтеграції Білорусі з Росією.
25 травня 2021 року Могильовський обласний суд засудив Северинця до 7 років колонії за «підготовку до участі в протестах в Білорусі». Політика затримали 7 червня 2020 року після санкціонованого передвиборчого пікету біля Комаровського ринку в Мінську.